# 莫氏帚麗鯛
莫氏帚麗鯛，為輻鰭魚綱鱸形目隆頭魚亞目慈鯛科的其中一種，分布於非洲三比西河上游流域，體長可達27.7公分，能適應各種棲息地，以蝸牛、昆蟲、植物等為食，繁殖期在春季及初夏，生活習性不明，可作為食用魚。

## 擴展閱讀
維基物種上的相關：莫氏帚麗鯛